# Marko Arnautović
Marko Arnautović [ˈmarko arˈnaʊtovɪtɕ] (* 19. April 1989 in Wien) ist ein österreichischer Fußballspieler. Arnautović ist österreichischer Rekordnationalspieler.

## Vereinskarriere

### Jugend
Arnautović, Sohn eines Serben und einer Österreicherin, begann seine Karriere in seinem Heimatbezirk Floridsdorf beim FAC. 1998 wechselte er in die Jugend des Wiener Clubs FK Austria Wien. In den folgenden sechs Jahren spielte er daraufhin in chronologischer Reihenfolge für die Vienna, abermals für die Austria und schlussendlich auch für Rapid, ehe er 2004 wieder zum FAC zurückkehrte. Als Grund wurde nicht sein fehlendes Talent genannt – denn dieses wurde ihm bei all seinen Stationen attestiert –, sondern sein bereits in jungen Jahren ausgeprägtes extrovertiertes Verhalten und ein Hang zum Eigensinn, die eine erfolgreiche Mannschaftsintegration unmöglich machten. Von seinen Nachwuchstrainern bei Rapid und Austria wird er als „unbequemer Freigeist“ und „verhaltensauffällig“ beschrieben.
Im Laufe seiner Karriere entdeckten ihn Scouts vom FC Twente aus Enschede, der ihn 2006 im Alter von 17 Jahren unter Vertrag nahm. Im Wiener Fußball sorgte der Wechsel für Skepsis; dem Spieler wurden geringe Erfolgsaussichten prophezeit.
Bereits zum Ende seiner ersten Saison wurde Arnautović jedoch 2007 vom Trainer der Profiabteilung Fred Rutten in zwei Spielen der A-Mannschaft eingesetzt. Mit 22 Toren in 24 Spielen führte er die U-19 in der Saison 2007/08 zum Juniorenmeistertitel. Insgesamt hatte er von 2006 bis 2008 32 Jugendspiele für Jong FC Twente absolviert und 27 Tore erzielt, ehe er endgültig in den Kreis der Profispieler aufgenommen wurde.

### FC Twente
Noch vor seinem ersten Meisterschaftsspiel wurde Arnautović aufgrund seiner ähnlichen Statur, technischen Versiertheit und seines Spielstils als der „neue Zlatan Ibrahimović“ bezeichnet. Am 14. Mai 2007 debütierte er bei einer 0:2-Niederlage gegen die PSV Eindhoven für den FC Twente, als er in der 77. Minute für Kennedy Bakırcıoğlu eingewechselt wurde. In der Saison 2007/08 war er noch überwiegend für Jong FC Twente im Einsatz, wurde jedoch von Trainer Rutten auch 14-mal in der Eredivisie und einmal im UEFA-Cup eingesetzt.

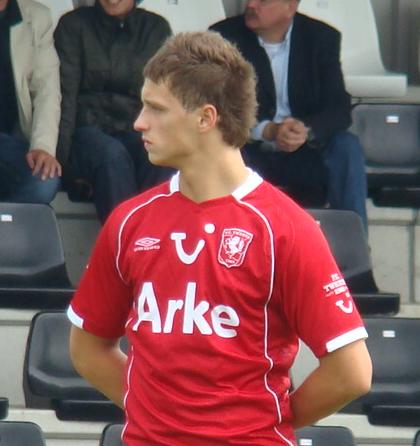
Arnautović als Spieler des FC Twente im Jahr 2008

Daraufhin versuchte Feyenoord Rotterdam, Arnautović im Sommer 2008 abzuwerben. Twentes neuer Trainer Steve McClaren, der den zum FC Schalke 04 abgewanderten Rutten ersetzt hatte, lehnte diese Offerte ab, worauf Arnautovićs Vertragslaufzeit bis zum 30. Juni 2011 verlängert wurde. In der Spielzeit 2008/09 folgte sein Durchbruch in den Niederlanden. Gemeinsam mit Eljero Elia und Blaise Nkufo bildete er ein Offensivgespann und spielte mit Twente lange Zeit um den Meistertitel in der Eredivisie. Am Ende wurde man hinter AZ Alkmaar Vizemeister. Arnautović kam bei 28 Saisoneinsätzen zu zwölf Toren.
Nach einem Liga-Spiel gegen Willem II Tilburg am 14. März 2009 behauptete Ibrahim Kargbo, er sei von Arnautović rassistisch beschimpft worden. Der niederländische Fußball-Verband leitete daraufhin ein Verfahren gegen Arnautović ein und forderte den mutmaßlichen Täter sowie den Anschuldiger zu einer Stellungnahme auf. In den niederländischen Medien wurde der Fall ausgiebig diskutiert und als „Arnautogate“ bezeichnet. Am 23. März 2009 gab der niederländische Fußball-Verband bekannt, dass die Untersuchungen aufgrund zu geringer Beweislage eingestellt wurden. Arnautović hatte zuvor mehrmals beteuert, keine solche Aussage von sich gegeben zu haben.

### Transferkampf
Bereits während der Saison 2008/09 wurde Arnautović mit Vereinen aus Europa in Verbindung gebracht, wodurch sich ein Wechsel zum Saisonende abzeichnete. Als erster zeigte der FC Schalke 04 mit Trainer Fred Rutten ein konkretes Interesse an einer Verpflichtung. Nach der Entlassung Ruttens war das Thema jedoch wieder vom Tisch.
In der Sommerübertrittszeit 2009 kam es dann zu einem wahren Transferkampf zwischen dem FC Chelsea und Inter Mailand. Zuerst wurde das Interesse des italienischen Meisters publik, woraufhin sich der FC Chelsea in die Verhandlungen einschaltete. Obwohl Inter als aussichtsreichster Kandidat für einen Wechsel galt und dem FC Chelsea nur Außenseiterchancen eingeräumt wurden, berichtete die niederländische Tageszeitung „AD“ im Mai 2009, dass ein Wechsel zu Chelsea so gut wie sicher sei. Angeblich hatte sich Arnautović bereits mit den Londonern geeinigt, die zwölf Millionen Euro als Ablösesumme an Twente überweisen wollten. In Folge wurde der Spieler zu einem medizinischen Test nach London geladen, im Zuge dessen eine Stressfraktur im Mittelfuß festgestellt wurde. Zuvor war Arnautović bereits zum Saisonende mit einer Sprunggelenksverletzung ausgefallen. Daraufhin nahm der FC Chelsea von einer Verpflichtung des Spielers Abstand. Im Folgenden entwickelte sich die Verletzung zum größten Hindernis für einen Transfer. Inter wollte Arnautović zwar immer noch verpflichten, verhandelte jedoch noch bis August mit Twente über die Transfermodalitäten. Am 5. August 2009 wurde Arnautović für ein Jahr an den italienischen Meister ausgeliehen. Hätte Arnautović eine festgesetzte Anzahl an Spielen bestritten, wäre automatisch eine Kaufoption mit Fünfjahresvertrag in Kraft getreten. Laut Medienberichten hätte die Ablösesumme etwa 10 Millionen Euro betragen und er hätte damit der bis dahin teuerste österreichische Fußballer werden können.

### Inter Mailand
Wegen seiner Verletzung verpasste er die Vorbereitung auf die Saison 2009/2010 und wurde auch nicht ins Aufgebot für die Gruppenphase der Champions League 2009 nominiert. Nach seiner Rekonvaleszenz absolvierte er am 5. September 2009 bei einem 3:3 im Testspiel gegen den Schweizer Zweitligisten FC Lugano erstmals ein Spiel für Inter. Es folgte ein weiteres Testspiel gegen den FC Piacenza, ehe er am 17. Oktober 2009 im Spiel gegen den CFC Genua erstmals in einem Pflichtspiel auf der Ersatzbank Platz nehmen durfte. Am 14. November 2009 schoss er beim 2:1 im Testspiel gegen den Schweizer Zweitligisten FC Vaduz seine ersten Tore für Inter.
Als er im Dezember 2009 von Trainer José Mourinho jedoch erneut nicht in den Kader berufen wurde, warfen ihm die ehemaligen Nationalmannschaftstrainer Josef Hickersberger und Herbert Prohaska schlechtes Benehmen vor sowie mangelnde professionelle Einstellung. Nachdem Arnautović ausnahmsweise drei Stunden zu früh zum Training gekommen war, gab Mourinho ihm im Jänner 2010 gegen Chievo Verona die Chance für sein Pflichtspieldebüt in der Serie A. Bei der Pressekonferenz attestierte Mourinho Arnautović den „Charakter eines Kindes“. Insgesamt spielte er nur dreimal in der Serie A, die Inter Mailand zum fünften Mal hintereinander gewann.
Am 22. Mai 2010 im Endspiel der Champions League zwischen Inter Mailand und Bayern München, das die Mailänder mit 2:0 gewannen, stand mit Arnautović erstmals seit Wolfgang Feiersinger 1997 ein Österreicher im Kader eines Champions-League-Siegers. Allerdings hatte er kein Spiel in dem Wettbewerb absolviert.

### Werder Bremen

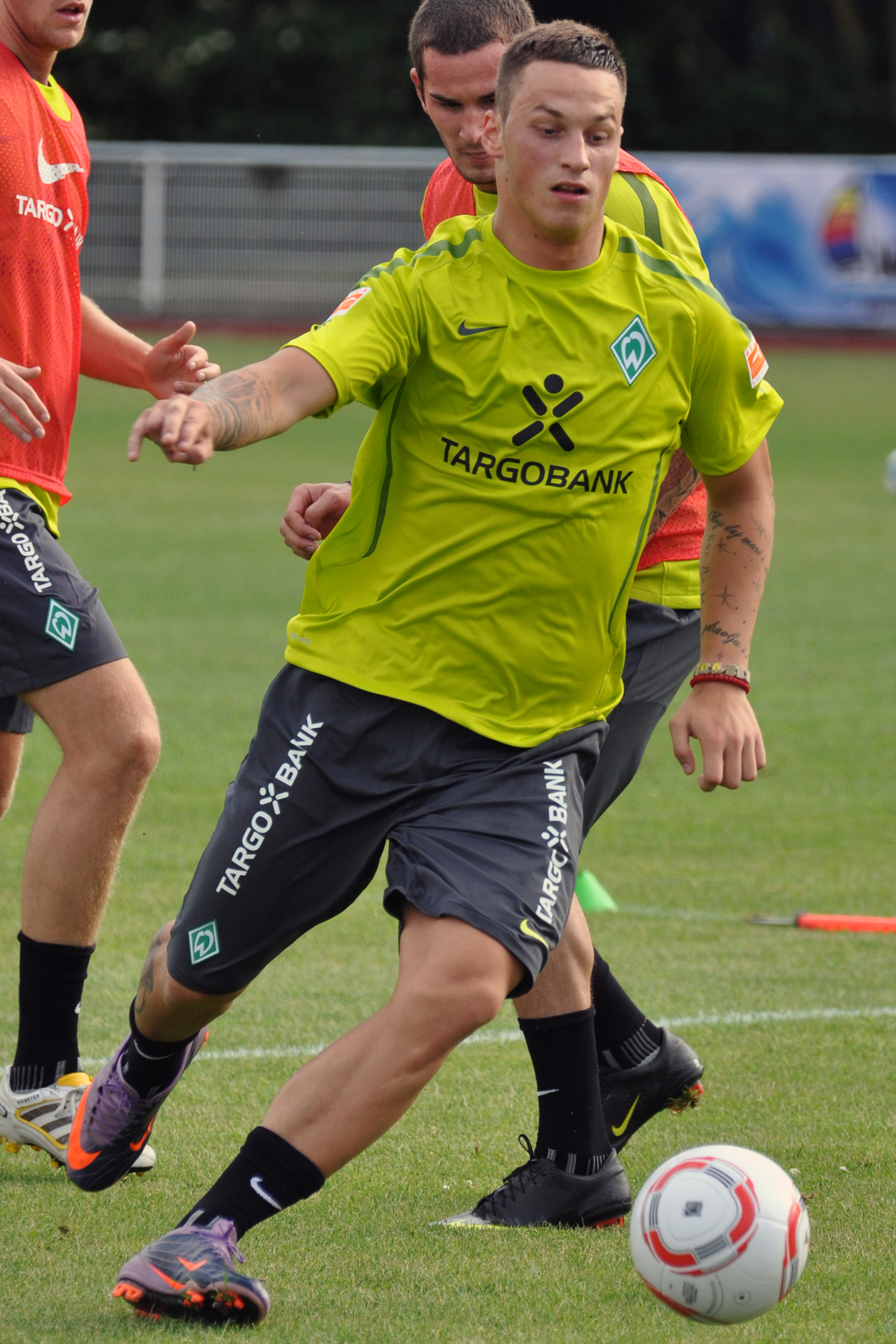
Marko Arnautović, 2010

Zur Saison 2010/11 wechselte Arnautović in die deutsche Bundesliga zu Werder Bremen. Er unterschrieb einen Vierjahresvertrag. Am 28. August 2010 erzielte er beim 4:2-Heimspielsieg gegen den 1. FC Köln seine ersten beiden Bundesligatore. In der Champions League traf er erstmals am 20. Oktober 2010 gegen seinen ehemaligen Verein FC Twente. Wieder machte Arnautović Schlagzeilen, wenn er nicht spielte oder sein Verhalten kritisiert wurde. So wurde er vor dem 33. Spieltag wegen eines unerlaubten Diskothekenbesuchs von Trainer Thomas Schaaf für ein Spiel suspendiert. In der Saison 2012/13 wurde er zusammen mit Mitspieler Eljero Elia ab dem 31. Spieltag für den Rest der Saison vom Trainings- und Spielbetrieb freigestellt, nachdem die beiden um 3 Uhr morgens in eine Polizeikontrolle geraten waren, die Arnautović eine Geschwindigkeitsüberschreitung nachwies.

### Stoke City
Am 2. September 2013 wechselte Arnautović zum Stoke City Football Club in die englische Premier League. Er unterschrieb einen Vierjahresvertrag. In seiner ersten Saison für Stoke City erzielte er vier Tore und bereitete zehn weitere vor und war damit erfolgreichster Vorlagengeber der Mannschaft. In seiner zweiten Saison in England erzielte er zwölf Tore und gab sechs Assists.

### West Ham United
Im Juli 2017 wechselte Arnautović zum Ligakonkurrenten West Ham United, bei dem er einen Fünfjahresvertrag erhielt. Mit einer Ablösesumme von 20 Mio. Pfund, zu diesem Zeitpunkt umgerechnet rund 22,3 Mio. Euro, wurde er zum bis dahin teuersten österreichischen Spieler. Am 19. August 2017 wurde er beim Premier-League-Spiel gegen den FC Southampton nach einem Ellbogencheck in der 33. Minute vom Spiel ausgeschlossen. In zwei Spielzeiten West Ham absolvierte er 59 Spiele in der Premier League, in denen er 21 Tore erzielte.

### Shanghai SIPG
Im Juli 2019 wechselte er nach China zu Shanghai SIPG. In zwei Jahren in China kam er zu 28 Einsätzen in der Super League, in denen er 19 Tore erzielte.

### FC Bologna
Im August 2021 wechselte Arnautović ein zweites Mal nach Italien, diesmal zum FC Bologna. In der Saison 2021/22 erzielte er 14 Tore in 33 Saisonspielen für Bologna. In der Saison 2022/23 war der mittlerweile 34-Jährige häufiger von Verletzungen geplagt, insgesamt kam er zu 21 Einsätzen, in denen er zehnmal traf.

### Rückkehr zu Inter
Nachdem er den Saisonauftakt 2023/24 noch bei Bologna verbracht hatte, kehrte Arnautović im August 2023 leihweise zu Ligakonkurrent Inter Mailand zurück. Im Laufe der Saison kam er in 34 Pflichtspielen zum Einsatz und konnte dabei 5 Tore in der Serie A und 2 Tore in der UEFA Champions League erzielen.
Nach Ablauf der Leihe wurde Arnautovic von Inter Mailand fix verpflichtet. Laut Medien betrug die Ablösesumme acht Millionen Euro. Nach dem verlorenen Champions-League-Finale, bei dem Arnautovic nicht eingesetzt wurde, verkündete der Österreicher seinen Abschied von Inter Mailand und wurde mit dem SK Rapid Wien in Verbindung gebracht. Die sportliche Führung des österreichischen Rekordmeisters gab jedoch nach einigen Wochen bekannt, dass ein Wechsel nicht zustande kommen wird.

### Roter Stern Belgrad
Nach seinem Abschied von Inter wechselte Arnautović im Juli 2025 nach Serbien zum amtierenden Meister FK Roter Stern Belgrad, bei dem er einen bis 2027 laufenden Vertrag erhielt. Sein Debüt feierte er am 29. Juli im Duell mit den Lincoln Red Imps aus Gibraltar im Zuge der dritten Qualifikationsrunde zur UEFA Champions League 2025/26, das mit einem Gesamtscore von 6:1 gewonnen wurde.

## Nationalmannschaft

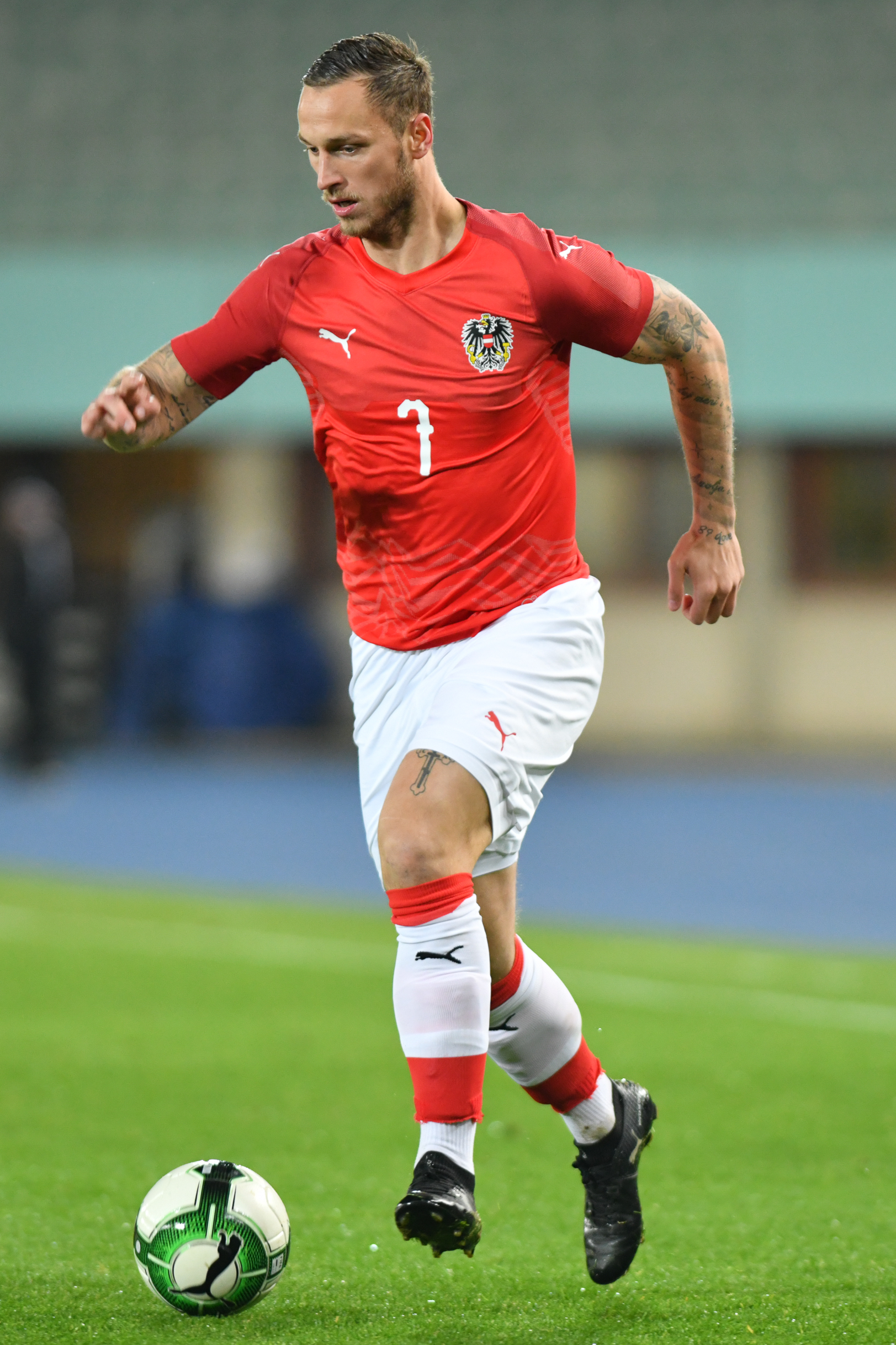
Arnautovic mit der Nationalmannschaft 2017

Für die österreichische U-19-Auswahl nahm er im Juli 2007 an der Europameisterschaft teil. Sein Auftreten während des Turniers spaltete die österreichischen Sportjournalisten in zwei Lager. Seine Befürworter lobten seine für dieses Alter überragenden technischen Fähigkeiten und seine Antizipation. Seine Kritiker bemängelten hingegen vor allem seinen Leichtsinn (ihm gelangen immer wieder gute Aktionen, er verlor aber auch oft bei Einzelgängen den Ball) und seine Unberechenbarkeit. So sah er die rote Karte in der 86. Minute im zweiten Gruppenspiel gegen die U-19-Auswahl aus Griechenland; das Spiel endete 1:1. Arnautović fehlte daraufhin im entscheidenden Spiel um den Aufstieg ins Halbfinale gegen Portugal, das Österreich mit 0:2 verlor. Zuvor hatte man schon das Auftaktspiel gegen den späteren U-19-Europameister Spanien mit 0:2 verloren. Die Erwartungen an die Mannschaft wurden nicht erfüllt. Für eine hohe Erwartungshaltung hatten vor allem die Berichterstattung über Arnautović im Vorfeld der Endrunde und die Tatsache, dass mit Marc Sand ein vermeintlich kongenialer Sturmpartner im Kader der österreichischen Auswahl stand, gesorgt.
Arnautović galt gemeinhin als Zukunftshoffnung für die österreichische Fußballnationalmannschaft. Der österreichische Rekordnationalspieler Andreas Herzog äußerte sich 2010 nach einem U-21-Länderspiel gegen Dänemark zu Arnautović folgendermaßen:

„Es gab einen Krankl, einen Herzog, einen Polster, einen Prohaska, aber Arnautović stellt sie alle in den Schatten, wenn er sein Potenzial abruft. Das ist mit Abstand der beste Fußballer, der in den letzten 30 Jahren auf dem Fußball-Platz herumgelaufen ist.“

Am 16. Mai 2007 wurde Arnautović das erste Mal vom damaligen ÖFB-Teamchef Josef Hickersberger für zwei Länderspiele gegen Schottland und Paraguay „auf Abruf“ in den Teamkader nominiert. Am 2. Oktober 2008 wurde er vom neuen Teamchef Karel Brückner in den Kader für zwei WM-Qualifikationsspiele gegen die Färöer und Serbien berufen, wobei er beim 1:1 auf den Färöer in der zweiten Halbzeit eingewechselt wurde und sein Länderspieldebüt für Österreich gab. Beim Länderspiel gegen Schweden am 11. Februar 2009 stand Arnautović erstmals in der Anfangsformation. Am 8. Oktober 2010 erzielte er beim 3:0-Heimsieg im Qualifikationsspiel zur EM 2012 gegen Aserbaidschan seine ersten beiden Treffer in der A-Nationalmannschaft.
Bei der Fußball-Europameisterschaft 2016 in Frankreich gehörte er zum Aufgebot des ÖFB und spielte in allen drei Vorrundenspielen über die volle Spielzeit. Als Gruppenletzter schied das Team danach aus. Im Mai 2021 wurde er in den vorläufigen Kader Österreichs für die EM 2021 berufen und schaffte es schlussendlich auch wieder in den endgültigen Kader.
Im Vorrundenspiel der Europameisterschaften 2021 soll Arnautović Ezgjan Alioski beleidigt haben. Nach einer Beschwerde durch die Nordmazedonische Fußballnationalmannschaft leitete die UEFA ein Disziplinarverfahren ein. Er wurde von der UEFA für ein EM-Spiel gesperrt und kam mit der Mannschaft bis zum Achtelfinale. In den beiden restlichen Spielen Österreichs kam er dann wieder zum Einsatz.
Am 6. Juni 2022 wurde er bei der 1:2-Niederlage gegen Dänemark im UEFA-Nations-League-Spiel zu seinem 100. Länderspiel eingewechselt. Mit seinem 103. Länderspiel am 22. September 2022 egalisierte er den Länderspielrekord von Andreas Herzog und wurde Rekordnationalspieler. Mit Einsatz 104 drei Tage später löste er Herzog gänzlich ab und wurde alleiniger Rekordspieler. Im Mai 2024 wurde er wieder in den vorläufigen Kader Österreichs für die EM 2024 berufen und schaffte es schlussendlich auch in den endgültigen Kader.

## Titel und Auszeichnungen
Vereine
- Italienischer Meister (2): 2010, 2024 (beide Inter Mailand)
- Italienischer Supercupsieger: 2023 (Inter Mailand)

Individuell
- Österreichs Fußballer des Jahres: 2018. Der Wiener gewann die unter den Trainern der zwölf Bundesligisten durchgeführte Wahl mit 36 Punkten vor Rekordsieger David Alaba (Bayern München/16 Punkte) und Xaver Schlager (Red Bull Salzburg/zehn).[49]

## Sonstiges
Sein Bruder Danijel galt in der Jugend als der talentiertere Spieler und war ebenfalls für den Floridsdorfer AC und anschließend beim Post SV und dem unterklassigen niederländischen Verein HSC ’21 Haaksbergen unter Vertrag. Nach Marko Arnautovićs Wechsel zu Inter beendete Danijel seine aktive Karriere und war ausschließlich als Berater seines Bruders tätig. Im Juni 2011 wurde berichtet, er wolle beim deutschen Fünftligisten FC Oberneuland ein Comeback als Aktiver feiern.
Am 7. Juni 2012 heiratete Arnautović seine Freundin. Am 16. Juli 2012 kam seine erste Tochter zur Welt, im Juli 2015 seine zweite Tochter.
Im Juni 2012 beschimpfte Arnautović bei einer Polizeikontrolle in Wien einen Polizisten, wobei er die Aussage „Ich verdiene so viel, ich kann dein Leben kaufen“ getätigt haben soll. Zwei Tage später entschuldigte er sich dafür.
Am 29. November 2023 erzielte Arnautović im Trikot von Inter Mailand beim 3:3 gegen Benfica Lissabon das zweite Champions-League-Tor seiner Karriere. Sein erstes Tor in der Champions League erzielte er am 7. Dezember 2010 beim 3:0-Sieg von Werder Bremen gegen Inter Mailand. Dies ist der längste Zeitraum, der je zwischen zwei Champions-League-Toren eines Spielers lag.
Arnautović spricht laut eigenen Angaben neben Deutsch fließend Englisch, Italienisch, Serbisch, Portugiesisch, Türkisch und Niederländisch.